# Karl Hemeyer
Karl Hemeyer (geboren am 21. Oktober 1950 in Altluneberg/Landkreis Cuxhaven), im englischsprachigen Raum auch bekannt als Christopher Karl Hemeyer, ist ein deutscher Autor und  Schauspieler.

## Leben
Der gelernte Bankkaufmann (1967–1970) war nach seinem Wehrdienst ab 1972 zunächst in Bremerhaven und Bremen, später von Hamburg aus als Verkaufsrepräsentant (Hertz rent a car), Verkaufsleiter (Sixt AG) und Direktor Marketing und Vertrieb (Relexa Hotels) tätig. Nach einigen weiteren Ausbildungen (u. a. besuchte er in den 1980er Jahren die von Hedi Höpfner gegründete Schauspielschule Bühnenstudio in Hamburg) und Weiterbildungen zum Kommunikations-Trainer und PR-Berater arbeitete er ab 1993 von Berlin aus als freiberuflicher Berater und führte Projekte neben Gesamt-Europa u. a. in Kasachstan, Indonesien und Hongkong durch. Zusätzlich absolvierte er journalistische (u. a. camera-acting) und schreibtechnische Weiterbildungen, war Redaktionsleiter und moderierte bei Deutschlands erstem Talk-Radio-Sender, News-Talk 93,6 in Berlin, seine jeweils zweistündigen Live-Sendungen zu Themen aus den Bereichen Beruf, Bildung, Business und Gesundheit.
2006 spielte Hemeyer in einem Fernsehfilm über das Leben des Bertelsmann-Gründers Reinhard Mohn mit. Später war er auch, u. a. in internationalen Filmen, wie der Hollywood-Produktion Operation Walküre – Das Stauffenberg-Attentat, zu sehen. In der Spiegel-TV/ARD/Arte-Dokumentation Schabowskis Zettel wirkte er in der Rolle des Staatssicherheits-Obristen Gerhard Lauter. Diese Dokumentation wurde international mehrfach ausgezeichnet, u. a. mit der Gold World Medal des „The New York Festivals“ und dem Grand Remi Award beim World Fest in Houston.  In dem ZDF-Mehrteiler Der 11. September spielte er die Hauptrolle des FBI-Agenten John P. O’Neill, der später in seiner Funktion als Sicherheitschef des World Trade Centers bei den Anschlägen am 11. September 2001 ums Leben kam. Insgesamt wirkte Hemeyer in mehr als 50 Filmen und TV-Produktionen und ist seit 2007 Mitglied im Bundesverband Schauspiel BFFS.
Die Mitarbeit an einem Fachbuch über Rhetorik brachte ihn zum Schreiben. Gleich seine ersten Drehbücher (The Hotel und Success) wurden unter der Regie von Norbert Ghafouri verfilmt und liefen 2009 (The Hotel) sowie 2010 (Success) bei den Internationalen Filmfestspielen in Cannes. 2010 erschien im Acabus Verlag sein erster Roman Olympia 1936. Danach kam alles anders. 2012 folgte sein erster Liebesroman Sylter Weihnachtswellen und zwei Jahre später der Umwelt- und Wirtschaftsthriller Entscheidung im Wattenmeer.
Karl Hemeyer lebt mit seiner Ehefrau im Berliner Stadtteil Westend.

## Filmografie (Auswahl)
- 2014: John K. S. (Hauptrolle) in Berlin Recall: Indian Summer of a Golden Age. Kinofilm. Regie: Nicolas Dusollier
- 2013: Harald Meissner in Einer muss der Mörder sein Kinofilm. Regie: Jan Wojciechowski
- 2013: Bundesanwalt Lampe in Geschichte Mitteldeutschlands – M. Wolf, MDR, Regie: Pepe Pippig
- 2012: Notar Dr. Rempe in Wege zum Glück, ZDF, Regie: Petra Wiemers
- 2011: Diener (Hauptrolle) in Nennen Sie mich Diener, Filmtrailer, Regie: Frank Nagel
- 2011: Bürgermeister Siemann/Herr Schmitt (HR) in Sami’s Weg, Film, Regie: Martin Balster
- 2010: John O’Neill (Hauptrolle) in Der 11. September, ZDF/ARTE, Regie: Marc Brasse, Dr. Florian Huber
- 2010: Vater Florian in 16:30, Kinofilm, Regie: Dominik Calzone
- 2010: Plattenboss Nr. One in Gute Zeiten – Schlechte Zeiten, RTL, Regie: Till Müller-Edenborn
- 2009: Dr. Hubert Zimmer in DREI, Kino, X Filme, Regie: Tom Tykwer.
- 2009: Chef in Schicksalsjahre, ZDF, Regie: Miguel Alexandre
- 2009: Gerhard Lauter (Hauptrolle) in Schabowskis Zettel, ARD/NDR, Regie: Marc Brasse, Florian Huber.
- 2009: Herr Müller in Alisa, ZDF
- 2008: Herr Vorbeck in Wege zum Glück, ZDF
- 2008: Kollege Eins in Die Wölfe, ZDF, Regie: Friedemann Fromm.
- 2007: Major Bunker in Operation Walküre, Kinofilm USA/D, United Artists, Regie: Bryan Singer.
- 2007: Besucher Frager in 12 heißt: Ich liebe dich, ARD, Regie: Connie Walther.
- 2006: Dr. Schiller in Reinhard Mohn, TV-Film, RTL/n-tv Regie: Roland Suso Richter.